# Acanthoclonia carrikeri
Acanthoclonia carrikeri är en insektsart som beskrevs av Morgan Hebard 1919. Acanthoclonia carrikeri ingår i släktet Acanthoclonia och familjen Pseudophasmatidae. Inga underarter finns listade i Catalogue of Life.